# .cat
.cat（加泰隆尼亞語：的缩写，加泰隆尼亞語發音：[ˈpunt ˈkat]）是互联网的赞助类顶级域（sTLD）之一，该域名用于强调在此域内的网站使用加泰罗尼亚语或與加泰罗尼亚文化有關。
2017年9月下旬，.cat域名注册局被西班牙国民警卫队搜查并要求停止解析使用该顶级域从事加泰罗尼亚獨立運動的网站，所有相关网站的首页均被警卫队的警示图片替换，随后部分注册局工作人员被逮捕。

## 历史沿革
在.cat域出现之前，对于使用加泰罗尼亚语的组织、公司或个人，当他们不愿意使用所在国家的顶级域时，例如.es、.ad、.fr或.it时，有时会用其它国家的顶级域替代。其中一例就是加泰罗尼亚的赫罗纳，这座城市是赫羅納省的首府，作为西班牙领土内的一个官方机构，其政府官方网站却使用了直布罗陀的国家代码.gi作为顶级域 （“www.ajuntament.gi”，单词“ajuntament”拥有“市议会”和“市政厅”双重含义），而不是.es。
- 2004年7月31日，互联网名称与数字地址分配机构（ICANN）向puntCAT反馈了新顶级域申请的意见，ICANN援引其下属政府咨询委员会（GAC）当时的规定，即“在创建新通用类顶级域时避免使用知名国家、领土或区域的名称或语言或人口描述；或者是ISO 639中规定的用于展示的语言代码，除非相关的政府或机构同意”[9]，称理解加泰罗尼亚语的使用和接受程度，并请求puntCAT向西班牙政府和安道尔政府获取批准，以表明开设该顶级域的目的是为了“加泰罗尼亚语言和其文化社区”的交流。

- 2004年10月5日，ICANN向西班牙政府致函了赞助类顶级域的申请流程，信中表明.cat域名申请“满足ICANN的基本规定”，但请求西班牙政府提供政府对该域名的态度和看法。当月22日，一封类似的信函也被发送至安道尔政府。

- 2004年11月15日，安道尔政府战略项目信息社会部主任Sr. Daniel Bastida回复称，政府“对该顶级域申请没有任何异议”。

- 2004年11月24日，西班牙通信和信息社会国务秘书D. Francisco Ros Peran也作出了回复。

- 2005年2月18日，ICANN董事会会议审核了.cat域名的申请材料、评估意见和申请附属材料，经过详细的讨论后，委员会批准开始对用于商业和科技用途的条款的谈判，“同时也是跟相关政府机构沟通” [10]。

- 2005年8月9日，.cat顶级域申请上传至ICANN官方网站[11]并正式提交董事会批准。

- 2005年9月15日，.cat域正式获得批准。

## 注意事项
根据注册局puntCAT与ICANN签署的协议，该域名存在使用限制。

### 注册限制
尽管该.cat域不属于任何一个国家，但它的适用范围是整个加泰罗尼亚语地区，不管这个地区是否以加泰罗尼亚语为主要语言。申请.cat域的个人、公司或组织应使用加泰罗尼亚语或属于互联网上的加泰罗尼亚文化区，网站内容也应该大量使用加泰罗尼亚语发布。目前，注册人应为：
1. 使用加泰罗尼亚语开展学术活动或教学推广加泰罗尼亚文化的大学、学校、科研机构和其他学术实体。
2. 推广加泰罗尼亚文化的公有或私有组织。
3. 在加泰罗尼亚工作的作家、翻译家、校对人员和记者。
4. 印刷与加泰罗尼亚语言或文化有关内容的印刷公司。
5. 使用加泰罗尼亚语进行交流的媒体。
6. 无论何种组成，通过加泰罗尼亚语在线交流的个人、团体、商业机构、组织、实体或倡议组织。
7. 无论何种组成，能够通过加泰罗尼亚社群证明自身与之有关的个人、团体、商业机构、组织、实体或倡议组织。
8. puntCAT注册局工作人员。

### 禁止创意域名
因为在英语中的「cat」是「猫」的意思，有些网站，比如korat.cat和meow.cat，会以创意域名的方式使用该顶级域名，但不是以加泰罗尼亚语编写 （meow.cat）。这种用法是被ICANN明令禁止的。尽管如此，该域名还是会被用来进行与猫有关的域名hack，如nyan.cat。

## 国际化域名
国际化域名使得浏览器能够直接输入特定语言便可访问网站服务，但是并不是所有的浏览器都能够完美支持，因此puntCAT将为注册人免费提供相似英文字母转写的域名，也就是只要注册了国际化域名，系统会自动分配一个英文域名：
| 加泰罗尼亚语字母 | 替代英文字母 | 加泰罗尼亚语拼写 | 转换后英文拼写 |
| ---------------- | ------------ | ---------------- | -------------- |
| à                | a            | català.cat       | catala.cat     |
| é                | e            | préssec.cat      | pressec.cat    |
| è                | e            | agència.cat      | agencia.cat    |
| í                | i            | destí.cat        | desti.cat      |
| ï                | i            | traït.cat        | trait.cat      |
| ó                | o            | fundació.cat     | fundacio.cat   |
| ò                | o            | ressò.cat        | resso.cat      |
| ú                | u            | algú.cat         | algu.cat       |
| ü                | u            | piragüisme.cat   | piraguisme.cat |
| ç                | c            | vicenç.cat       | vicenc.cat     |
| l·l              | l-l          | col·legi.cat     | col-legi.cat   |